# 글로벌 마카티 FC

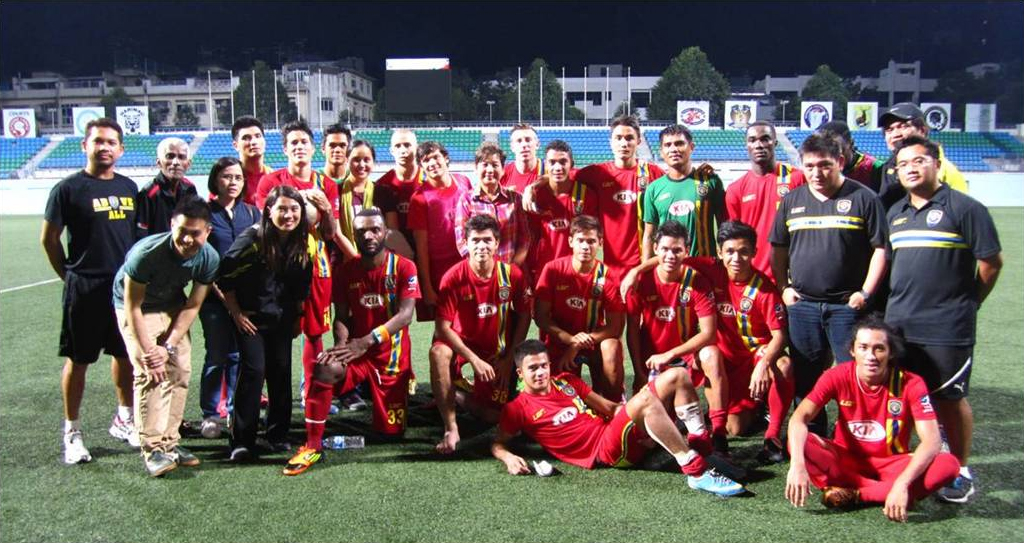
2013 싱가포르 컵에서의 글로벌 FC

글로벌 세부 FC(영어: Global Cebu Football Club)는 필리핀 마카티를 연고지로 하는 축구 클럽이다. 필리핀의 최상위 풋볼 리그인 필리핀 풋볼 리그(PFL)에 참가하고 있다. 필리핀 풋볼 리그가 창설되기 전 사실상 필리핀의 최상위 리그였던 유나이티드 풋볼리그 디비전 1에 참가했었다. 현재 팀의 감독은 마르조 알라도이다.

## 역대 감독
| 감독            | 임기 |
| --------------- | ---- |
| 이마이 도시아키 | 2017 |